# HC 시비리 노보시비르스크
시비리 노보시비르스크(러시아어: Сибирь Новосибирск)는 러시아의 아이스하키팀이다.
창설: 1962년
Home arena: Ice Sports Palace Sibir (capacity 7,500)
러시아 챔피언십 우승: 0
비샤야 리가 챔피언십 우승: 2번 (2001년, 2002년)